# Acidota crenata
Acidota crenata (лат.) — вид стафилинид подсемейства Omaliinae. Встречается в Голарктическом регионе.

## Описание
Жуки длиной тела 5-7 мм.

## Экология
Обитает во влажных мхах и в лесной подстилке. Жуки активны в течение всего тёплого сезона года, по особенностям питания могут быть хищниками, некрофагами или сапрофагами.